# Масс, Дмитрий Вадимович
Димитрий (Дмитрий) Вадимович Масс (10 марта 1954 года, Рига) — советский российский кинооператор-постановщик.

## Биография
Родился в Риге. 
Отец — Вадим Семёнович Масс (1918—1986), кинооператор-постановщик Рижской киностудии, Лауреат Сталинской премии (1951).
Мать — Ирина Васильевна Масс (1917—1991), кинооператор и режиссёр документального кино, Заслуженный деятель искусств Латвийской ССР (1955).
Братья: Михаил Масс (1938—2017), кинооператор-документалист и Василий Масс (1950 г. р.), художник-постановщик игрового кино. 
Дмитрий Масс окончил ВГИК (мастерская Р. Н. Ильина) в 1979 году.
Начинал творческий путь на Рижской киностудии, помощниками у Герца Франка и Юриса Подниекса.
До 1989 года работал на Ленинградской студии документальных фильмов. Как кинооператор-документалист снял более 30-ти короткометражных и полнометражных документальных фильмов.
С 1989 года — кинооператор-постановщик киностудии «Ленфильм».
Член Академии российского телевидения с 2004 года.

## Фильмография
- 1987 — Рок
- 1989 — Случайный вальс
- 1991 — Австрийское поле
- 1992 — Отражение в зеркале
- 1992 — Два капитана II
- 1992 — Грех. История страсти
- 1993 — Проклятие Дюран
- 1993 — Он
- 1998 — Менты. Улицы разбитых фонарей
- 1999 — Убойная сила
- 2001 — Подозрение
- 2002 — Крот 2
- 2003 — Участок
- 2003 — Идиот
- 2003 — Русские в городе ангелов
- 2004 — Родственный обмен
- 2005 — Охота на Изюбря
- 2006 — Коллекция
- 2007 — Куратор
- 2009 — Тарас Бульба
- 2009 — Синдром Феникса
- 2010 — Не скажу
- 2013 — Роль

## Призы и номинации
- «Встретимся во дворе» — «Золотой дракон» МКФ в г. Кракове, 1988 г.
- «Из семейного альбома» — Гран-при МКФ в г. Тампере, 1985 г.
- «Коммунисты Северной Магнитки» — лучшая операторская работа на всесоюзном кинофестивале в г. Алма-Ата
- «Профессия — оператор» — номинация на премию «Ника» За лучшую операторскую работу в неигровом кино, 1988 г.
- «Случайный вальс» — «Золотой леопард» МКФ г. Локарно, 1990 г.
- «Австрийское поле» —
  - приз за операторскую работу и работу художника на МКФ «Молодость» в г. Киев , 1991 г.,
  - приз за изобразительное решение на 13-м МКФ в г. Нью-Йорк, 1991 г.
- «Отражение в зеркале» — Премия им. А. Н. Москвина за лучшую операторскую работу года, 1993 г.
- «Участок» — премия «ТЭФИ» за лучшую операторскую работу[4], 2004 г.
- «Не скажу» —
  - Премия Петербургской Федерации Кинопрессы «Золотая Медаль» (Санкт-Петербург, Россия, 2011): Приз «Лучшая операторская работа»
  - V Международный кинофестиваль (Ивиса, Испания, 2011): Приз «Лучшая операторская работа»
  - XVII Российский кинофестиваль «Литература и кино» (Гатчина, Россия, 2011): приз за лучшую операторскую работу им. А. Н. Москвина
  - Кинофестиваль «Амурская осень 2010» (Благовещенск, Россия, 2010): Приз «Лучшая операторская работа»

Телесериал «Идиот», снятый Дмитрием Массом, получил премию «ТЭФИ» в номинации «Телевизионный художественный фильм» и премию «Золотой орёл» в номинации «Лучший мини-сериал (не более 10 серий)» в 2003 году.
Телесериал «Участок», снятый Дмитрием Массом, получил премию «Золотой орёл» в номинации «Лучший сериал (свыше 8 серий)» в 2004 году.